# Női 800 méteres gyorsúszás a 2013. évi nyári európai ifjúsági olimpiai fesztiválon
A 2013. évi nyári európai ifjúsági olimpiai fesztiválon az úszó versenyszámok közül a női 800 méteres gyorsúszás versenyeit július 17.-én rendezték Utrechtben.

## Rekordok
A versenyt megelőzően a következő rekordok voltak érvényben:
| EYOF rekord | Charlotte Bonnet (Franciaország) | 8:45.59 | Tampere, Finnország | 2009 |

## Döntő
| H     | Név                          | Nemzet             | E        | Mj |
| ----- | ---------------------------- | ------------------ | -------- | -- |
| Arany | Arina Openysheva             | Oroszország        | 8:49.88  |    |
| Ezüst | Holly Hibbott                | Egyesült Királyság | 8:50.01  |    |
| Bronz | Sveva Schiazzano             | Olaszország        | 8:58.48  |    |
| 4.    | Vasilisa Zeliankevich        | Fehéroroszország   | 9:00.64  |    |
| 5.    | Paula Ruiz Bravo             | Spanyolország      | 9:02.08  |    |
| 6.    | Ollé Mónika                  | Magyarország       | 9:03.86  |    |
| 7.    | Lea Marchal                  | Franciaország      | 9:06.70  |    |
| 8.    | Anja Crevar                  | Szerbia            | 9:10.07  |    |
| 9.    | Tamila Hryhorivna Holub      | Portugália         | 9:12.12  |    |
| 10.   | Krista Ceplite               | Lettország         | 9:12.86  |    |
| 11.   | Valeriia Timchenko           | Ukrajna            | 9:15.50  |    |
| 12.   | Anna Marie Benesova          | Csehország         | 9:18.51  |    |
| 13.   | Rachel Bethel                | Írország           | 9:19.06  |    |
| 14.   | Leonie Kullmann              | Németország        | 9:19.52  |    |
| 15.   | Esther Uhl                   | Ausztria           | 9:20.12  |    |
| 16.   | Gaja Kristan                 | Szlovénia          | 9:20.59  |    |
| 17.   | Paulina Piechota             | Lengyelország      | 9:27.70  |    |
| 18.   | Loulou Vos                   | Hollandia          | 9:28.78  |    |
| 19.   | Sevval Ay                    | Törökország        | 9:32.65  |    |
| 20.   | Sunneva Doegg Fridriksdottir | Izland             | 9:35.08  |    |
| 21.   | Emilia Colti Dumitrescu      | Románia            | 9:41.85  |    |
| 22.   | Annika Falk                  | Finnország         | 9:56.16  |    |
| 23.   | Greta Gataveckaite           | Litvánia           | 10:05.50 |    |